# Івахненко Олексій Григорович
Олексíй Григо́рович Іва́хненко (30 березня 1913, Кобеляки — 16 жовтня 2007, Київ) — український вчений у галузі інформатики, автоматичного керування і математичного моделювання. Створив наукову школу індуктивного моделювання, за що вважається одним з засновників глибокого навчання.

## Життєпис
Олексій Григорович народився в м.Кобеляки на Полтавщині в родині вчителів місцевої гімназії.
У 1932 році закінчив Електротехнічний технікум у Києві та два роки працював інженером на Уралі, на будівництві найбільшої в СРСР Березняківської ТЕЦ. Тут він уперше на практиці займався налагодженням автоматичних систем регулювання електрогенераторів та регуляторів пари в котлах високого тиску.
У 1938 році після закінчення Ленінградського електротехнічного інституту, під час війни працював у Всесоюзному електротехнічному інституті у Москві. Там він почав наукову роботу над проблемами автоматичного регулювання в лабораторії під керівництвом С. О. Лебедєва. Того ж 1938 р. опублікував свою першу наукову статтю про термоелементи.
У 1944 р. після звільнення України повернувся до Києва та продовжив наукові дослідження в інших установах України.
З 1945 р. — доцент, а з 1958 р. — професор Київського політехнічного інституту (КПІ) за сумісництвом.
З 1947 р. — старший науковий співробітник Інституту електротехніки АН УРСР.
У 1954 р. захистив докторську дисертацію.
В 1956 р. здобув вчене звання професора і став завідувати лабораторією автоматичного регулювання виробничих процесів Інституту електротехніки АН УРСР.
У 1961 р. його обрано членом-кореспондентом АН УРСР.
З 1962 р. — завідувач відділу технічної кібернетики Інституту електротехніки АН УРСР.
У 1963 р. — на запрошення В. М. Глушкова перейшов разом зі своїми співробітниками до Інституту кібернетики АН УРСР. Один з авторів Енциклопедії кібернетики. 
З 1964 р. він незмінно очолював відділ Комбінованих систем керування Інституту кібернетики.
З 1989 р.  був головним науковим співробітником,а з 1995 р. — радником дирекції Інституту кібернетики АН України.
З 1997 р. — радник дирекції одного з інститутів Кібернетичного центру НАН України (МННЦІТС).

## Науковий внесок

### Наукові дослідження
Олексій Івахненко відомий як один з винахідників глибокого навчання, індуктивного наукового підходу що використовується для розпізнавання образів і прогнозування складних систем. Цей підхід був застосований під час розробки Методу групового урахування аргументів (МГУА). У 1968 році в журналі "Автоматика" була опублікована його стаття "Метод групового урахування аргументів - конкурент методу стохастичної апроксимації", що поклало початок новому етапу його наукової діяльності. Він керував розробкою цього підходу моделювання у колективі математиків та інженерів Інституту кібернетики АН УРСР.

### Основні результати
Окрім МГУА, Олексій Івахненко отримав такі результати:
- Теорія інваріантних систем адаптивного керування з компенсацією вимірюваних збурень.[3] Він розробив принцип непрямого вимірювання збурень, названий «диференціальною вилкою», який пізніше використовувався на практиці.
- Нові принципи автоматичного регулювання швидкості електродвигунів змінного струму та асинхронних електродвигунів.[7]
- Принцип комбінованого керування (з негативним зворотним зв'язком для контрольованих змінних і позитивним зворотним зв'язком для контрольованих збурень).[8] На практиці було впроваджено ряд таких систем для регулювання швидкості електродвигунів. Це довело практичну реалізованість інваріантних умов у комбінованих системах керування, які об’єднують переваги закритих систем керування за відхиленням (висока точність) і відкритих систем (продуктивність).
- Непошукові екстремальні регулятори на основі розпізнавання ситуацій.[9]
- Принцип самонавчання розпізнавання образів. Спочатку це було продемонстровано в створеній під його керівництвом когнітивній системі «Альфа»[10].
- Основи побудови кібернетичних прогнозуючих пристроїв.[11]
- Теорія самоорганізації моделей за експериментальними даними.[12]
- Метод управління з оптимізацією прогнозу.[13]
- Завадозахищені принципи робастного моделювання даних із шумами.[14]
- Принципи побудови самоорганізованих мереж глибокого навчання.[5]
- Структура багаторядних нейронних мереж з активними нейронами, де кожен нейрон є алгоритмом.

Олексій Івахненко відомий своїми досягненнями в теорії інваріантності та теорії комбінованих систем автоматичного керування, що працюють на принципі вимірюваної компенсації збурень. Розробив пристрої та методи адаптивного керування системами з магнітними підсилювачами та двигунами.
Він є автором першої в Україні монографії з технічної кібернетики, яка вийшла у світі сімома мовами. У його дослідженнях розвиток принципів комбінованого керування був пов'язаний з реалізацією методів еволюційної самоорганізації, розпізнавання образів та прогнозування в системах керування.
На початку 1980-х років Івахненко встановив органічну аналогію між задачами побудови моделей за зашумленими даними та проходження сигналу через канал із шумом. Це дозволило закласти засади теорії завадостійкого математичного моделювання. Основний результат теорії полягає в тому, що складність оптимальної прогнозуючої моделі залежить від рівня невизначеності в даних: чим вищий цей рівень (наприклад, через наявність шуму) - тим простішою має бути оптимальна модель. Відтоді почався розвиток теорії МГУА як індуктивного методу автоматичної адаптації складності оптимальної моделі до рівня інформативності вибірки даних. Тобто підхід МГУА - оригінальна інформаційна технологія видобування знань з експериментальних даних.

### Метод групового урахування аргументів
Метод був розроблений для індуктивного моделювання, розпізнавання та прогнозування складних процесів і систем. МГУА є унікальним підходом до розв'язання проблем штучного інтелекту і навіть новою філософією наукових досліджень, які стали можливими завдяки сучасним комп’ютерам. Завдяки йому, дослідник може не дотримуватися традиційного дедуктивного способу побудови моделей «від загальної теорії – до окремої моделі»: спостереження за об’єктом, вивчення його структури, розуміння принципів його функціонування, розвиток теорії та тестування моделі об’єкта. Натомість пропонується новий підхід «від даних – до загальної моделі»: після введення даних дослідник тільки вибирає клас моделей, тип генерації моделей і задає критерій вибору моделі. Оскільки більша частина рутинної роботи перекладається на комп'ютер, мінімізується вплив людини на об'єктивний результат. Насправді цей підхід можна розглядати як одну з реалізацій тези про штучний інтелект, яка стверджує, що комп’ютер може діяти як порадник для людей.
МГУА є оригінальним методом розв'язання задач структурно-параметричної ідентифікації моделей в умовах невизначеності. Таке завдання полягає в побудові математичної моделі, яка наближує невідому закономірність досліджуваного об'єкта або процесу. Він використовує інформацію про нього, що неявно міститься в даних. МГУА відрізняється від інших методів моделювання активним застосуванням наступних принципів: автоматичної генерації моделей, неостаточних рішень і послідовної селекції за зовнішніми критеріями для побудови моделей оптимальної складності. Він має оригінальну багаторядну процедуру автоматичної генерації структури моделей, яка імітує еволюційний процес біологічної селекції з попарним урахуванням послідовних ознак. Така процедура зараз використовується в мережах глибокого навчання. Для порівняння та вибору оптимальних моделей використовуються дві або більше частин вибірки даних. Це дає змогу уникнути попередніх припущень, оскільки поділ вибірки неявно враховує різні типи невизначеності при побудові моделі.
Ефективність методу була неодноразово підтверджена при розв'язанні реальних складних проблем екології, метеорології, економіки
 та техніки, що сприяло підвищенню його популярності серед світової наукової спільноти. Паралельно велися розробки еволюційних алгоритмів самоорганізації у суміжній галузі - кластерному аналізу теорії розпізнавання образів. Результати дослідження рекурентних багаторядних алгоритмів МГУА описані в книгах.

### Організатор науки
Винятково важливу роль у формуванні, становленні та розвитку української школи автоматичного керування відігравав спеціалізований науковий журнал «Автоматика» (пізніше «Проблеми управління та інформатики»), головним редактором якого Івахненко був з 1963 до 1989 р. Журнал видавався українською мовою до 1978 р. і виконував велику роботу з розроблення української наукової термінології. З 1960-х років і дотепер журнал перевидається у США англійською мовою.
У 1960-х роках О. Г. Івахненко вів велику науково-організаційну роботу як голова Київської територіальної групи Національного комітету СРСР з автоматичного керування. Він був одним з основних організаторів проведення в Україні Конгресу ІФАК у 1960 р. та чотирьох всесоюзних нарад з теорії інваріантності та її застосувань в автоматичних системах. Наради відбувалися у Києві (1958, 1962, 1964) в ті ж роки і відродили добре ім'я цієї теорії після заборони КПРС.
Понад двадцять років він керував активно діючим науковим семінаром «Самоорганізація кібернетичних систем», який був справжньою школою для молодих учених і полігоном для апробації найсміливіших наукових ідей.

### Наукова школа
Протягом усієї своєї наукової діяльності, починаючи з 1945 р., Івахненко невтомно займався педагогічною роботою спочатку як доцент кафедри теоретичної механіки, потім кафедри автоматики та телемеханіки, а з 1960 р. — як професор кафедри технічної кібернетики Київського політехнічного інституту. Його лекції слухали тисячі студентів і там він керував роботою десятків аспірантів. Про невичерпну творчу енергію Івахненка свідчить те, що під його керівництвом у КПІ та Інституті кібернетики підготували й успішно захистили кандидатські дисертації близько 220 молодих науковців і майже 30 його учнів захистили докторські дисертації. Це свідчить про те, що наукова школа Івахненка була джерелом висококваліфікованих наукових кадрів. Такі його учні, як В. М. Кунцевич, В. І. Костюк, В. І. Іваненко, В. І. Васильєв, О. А. Павлов та інші створили свої авторитетні наукові школи. Цікаво зазначити, що Івахненко — людина, яка ніколи не приховувала свого неприйняття показної «суспільної активності» й відверто уникала звичних у радянський час ритуальних громадських заходів. 
Наукові результати О. Г. Івахненка широко відомі в Україні та за кордоном. Вони покладені в основу багатьох теоретичних і прикладних досліджень. Ним написано понад 40 монографій і 500 наукових статей, багато з яких перевидано багатьма мовами, що сприяло активізації інтересу до індуктивного моделювання в наукових колах світу. Також співавтор наукового відкриття, 10 винаходів. До останніх днів він продовжував активно працювати та щедро генерував оригінальні наукові ідеї та результати.

## Відзнаки
Олексій Івахненко — двічі лауреат Державної премії України (1991, 1997) за праці з теорії інваріантних автоматичних систем і низку публікацій з інформаційних технологій у галузі штучного інтелекту. Почесний доктор Київського політехнічного інституту (2003) та Львівської політехніки (2002). Нагороджений орденом «Дружби народів» (1988) та медалями «За трудовое отличие» (1953), «За доблестный труд» (1969). Член-кореспондент АН УРСР (1961), заслужений діяч науки УРСР (1972), академік НАН України (2003).

## Вибрані праці
- Ivakhnenko A.G. Heuristic Self-Organization in Problems of Engineering Cybernetics [Архівовано 27 вересня 2007 у Wayback Machine.], Automatica, vol.6, 1970 — p. 207-219.
- Ivakhnenko A.G. Polynomial Theory of Complex Systems, IEEE Transactions on Systems Man and Cybernetics, 4, 1971 — p. 364-378.
- Ivakhnenko A.G., Ivakhnenko G.A. The Review of Problems Solvable by Algorithms of the Group Method of Data Handling (GMDH), Pattern Recognition and Image Analysis, vol.5, 4, 1995 — p. 527-535.
- Ivakhnenko A.G., Muller J.-A. Recent Developments of Self-Organising Modeling in Prediction And Analysis of Stock Market, Microelectron.Reliab, 37, 1997 — p. 1053-1072.
- Бібліотека методу МГУА [Архівовано 16 листопада 2007 у Wayback Machine.]